# Henriëtte Maria van de Palts

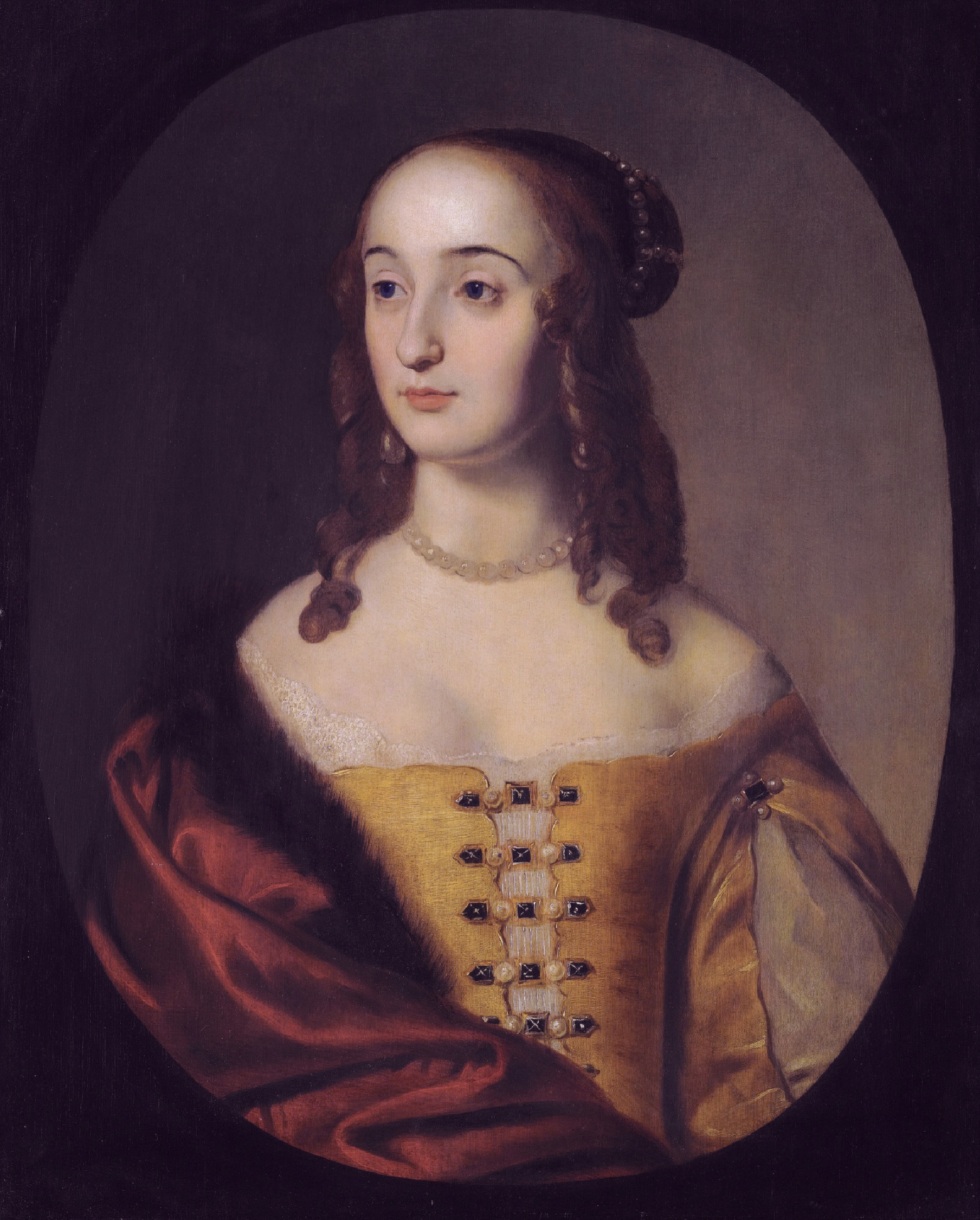
Henriëtte Maria van de Palts - Atelier van Gerard van Honthorst

Henriëtte Maria van de Palts-Simmern (Den Haag, 17 juli 1626 - Sárospatak, Hongarije, 18 september 1651) was een prinses uit het huis Wittelsbach.

## Biografie

### Familie
Prinses Henriëtte Maria was de derde dochter en negende kind van keurvorst Frederik V van de Palts, de onttroonde "winterkoning" van Bohemen en Elizabeth Stuart. Haar ouders woonden te Den Haag in ballingschap met hun kinderen, alwaar zij werd geboren in hun kapitale verblijf aan de Kneuterdijk. Ze werd gedoopt in de Kloosterkerk, waar ook het gezin van haar achterneef stadhouder Frederik Hendrik ter kerke ging. Haar grootouders van vaders kant waren keurvorst Frederik IV en gravin Louise Juliana van Nassau, een dochter van Willem van Oranje en Charlotte van Bourbon. Haar grootouders van moeders zijde waren koning Jacobus I van Engeland en zijn gemalin Anna van Denemarken. Prinses Henriëtte Maria was daardoor een potentiële erfgenaam van de Britse troon.

### Huwelijk
Op 4 april 1651 trouwde ze in Sárospatak, Hongarije met Sigismund Rákóczi (1622-1652), broer van George II Rákóczi, regerend vorst van Transsylvanië. Sigismund Rákóczi was generaal geweest en gouverneur van enkele provincies in Transsylvanië. Het huwelijk, dat werd voltrokken door Jan Amos Comenius, was geen lang leven beschoren. Comenius had zelf een rol gespeeld in het tot stand brengen van het huwelijk tussen de leden van twee belangrijke protestantse adellijke families. Hij hoopte op een verbond tussen de protestantse adel van Duitsland en die van Transsylvanië, tegen de katholieke Habsburgse monarchie, die over zijn vaderland Bohemen regeerde.

### Overlijden

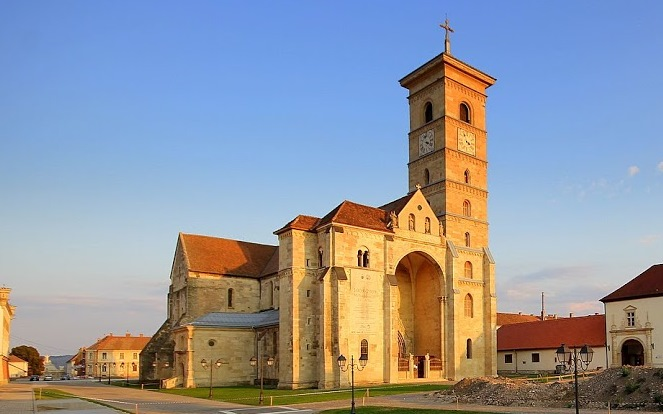
Sint-Michael's Kathedraal in Gyulafehervar (heden: Alba Iulia)

Henriëtte Maria overleed, slechts vijfentwintig jaar oud, onverwachts op 18 september 1651, als gevolg van een besmetting met het pokkenvirus. Haar man werd ook ziek en volgde haar een paar maanden later naar het graf; ze werden beiden begraven in de Sint-Michael's Kathedraal in Gyulafehervar.

## Aantekening
De Sigismund Rákóczi in dit artikel betreft een zoon van George I Rákóczi, vorst van Transsylvanië in de jaren 1630-1648. Sigismund Rákóczi wordt vaak zelf genoemd als vorst van Transsylvanië, hetgeen echter berust op een verwarring. Er bestond weliswaar ooit een naamgenoot Sigismund Rákóczi die regeerde als vorst van Transsylvanië. Dit betrof zijn grootvader, die dit ambt bekleedde in de jaren 1607-1608.

## Voorouders
| Voorouders van Henriëtte Maria van de Palts | Voorouders van Henriëtte Maria van de Palts                               | Voorouders van Henriëtte Maria van de Palts                               | Voorouders van Henriëtte Maria van de Palts                               | Voorouders van Henriëtte Maria van de Palts                               | Voorouders van Henriëtte Maria van de Palts                                                | Voorouders van Henriëtte Maria van de Palts                                                | Voorouders van Henriëtte Maria van de Palts                                              | Voorouders van Henriëtte Maria van de Palts                                              |
| ------------------------------------------- | ------------------------------------------------------------------------- | ------------------------------------------------------------------------- | ------------------------------------------------------------------------- | ------------------------------------------------------------------------- | ------------------------------------------------------------------------------------------ | ------------------------------------------------------------------------------------------ | ---------------------------------------------------------------------------------------- | ---------------------------------------------------------------------------------------- |
| Overgrootouders                             | Matthew Stuart (1457-1509) ∞ 1486 Margaret Douglas (1466-1503)            | Matthew Stuart (1457-1509) ∞ 1486 Margaret Douglas (1466-1503)            | Jacobus V van Schotland (1512-1542) ∞ 1500 Maria van Guise (1515-1560)    | Jacobus V van Schotland (1512-1542) ∞ 1500 Maria van Guise (1515-1560)    | Christiaan III van Denemarken (1503-1559) ∞ 1525 Dorothea van Saksen-Lauenburg (1511-1571) | Christiaan III van Denemarken (1503-1559) ∞ 1525 Dorothea van Saksen-Lauenburg (1511-1571) | Ulrich van Mecklenburg-Güstrow (1527-1603) ∞ Elisabeth van Denemarken (-)                | Ulrich van Mecklenburg-Güstrow (1527-1603) ∞ Elisabeth van Denemarken (-)                |
| Grootouders                                 | Henry Stuart Darnley (1545-1567) ∞ 1565 Maria I van Schotland (1542-1587) | Henry Stuart Darnley (1545-1567) ∞ 1565 Maria I van Schotland (1542-1587) | Henry Stuart Darnley (1545-1567) ∞ 1565 Maria I van Schotland (1542-1587) | Henry Stuart Darnley (1545-1567) ∞ 1565 Maria I van Schotland (1542-1587) | Frederik II van Denemarken (1534-1588) ∞ 1572 Sophia van Mecklenburg-Güstrow (1557-1631)   | Frederik II van Denemarken (1534-1588) ∞ 1572 Sophia van Mecklenburg-Güstrow (1557-1631)   | Frederik II van Denemarken (1534-1588) ∞ 1572 Sophia van Mecklenburg-Güstrow (1557-1631) | Frederik II van Denemarken (1534-1588) ∞ 1572 Sophia van Mecklenburg-Güstrow (1557-1631) |
| Ouders                                      | Jacobus I van Engeland (1566-1625) ∞ 1589 Anna van Denemarken (1574-1619) | Jacobus I van Engeland (1566-1625) ∞ 1589 Anna van Denemarken (1574-1619) | Jacobus I van Engeland (1566-1625) ∞ 1589 Anna van Denemarken (1574-1619) | Jacobus I van Engeland (1566-1625) ∞ 1589 Anna van Denemarken (1574-1619) | Jacobus I van Engeland (1566-1625) ∞ 1589 Anna van Denemarken (1574-1619)                  | Jacobus I van Engeland (1566-1625) ∞ 1589 Anna van Denemarken (1574-1619)                  | Jacobus I van Engeland (1566-1625) ∞ 1589 Anna van Denemarken (1574-1619)                | Jacobus I van Engeland (1566-1625) ∞ 1589 Anna van Denemarken (1574-1619)                |
| Henriëtte Maria van de Palts (1626-1651)    |                                                                           |                                                                           |                                                                           |                                                                           |                                                                                            |                                                                                            |                                                                                          |                                                                                          |